# Lars Rehmann
Lars Rehmann (Leverkusen, 21 maggio 1975) è un ex tennista tedesco.

## Carriera
In carriera ha raggiunto due finali nel singolare al Saragozza Open nel 1994 e al Seoul Open nel 1995, e una nel doppio agli Australian Indoor Championships nel 1993, in coppia con il connazionale Alexander Mronz. Nei tornei del Grande Slam ha ottenuto il suo miglior risultato raggiungendo il secondo turno nel singolare agli Australian Open nel 1995.

## Statistiche

### Singolare

#### Finali perse (2)
| Numero | Anno           | Torneo                    | Superficie | Avversario in finale | Punteggio     |
| 1.     | 13 marzo 1994  | Saragozza Open, Saragozza | Sintetico  | Magnus Larsson       | 4-6, 4-6      |
| 2.     | 30 aprile 1995 | Seoul Open, Seul          | Cemento    | Greg Rusedski        | 4-6, 1-3 rit. |

### Doppio

#### Finali perse (1)
| Numero | Anno            | Torneo                                  | Superficie | Compagno        | Avversari in finale             | Punteggio |
| 1.     | 10 ottobre 1993 | Australian Indoor Championships, Sydney | Cemento    | Alexander Mronz | Patrick McEnroe Richey Reneberg | 3-6, 5-7  |